# Марк Веркейл (футболіст, 2006)
Марк То́мас Ві́ллем Ве́ркейл (нід. Mark Thomas Willem Verkuijl; нар. 10 лютого 2006) — нідерландський футболіст, півзахисник клубу «Аякс», який виступає за резервну команду «Йонг Аякс».

## Клубна кар'єра
Вихованець команди ВВ ДОВО, в 2014 року приєднався до академії амстердамського «Аякса». 3 травня 2023 року підписав з клубом свій перший професіональний контракт, що розрахований до 2025 року.
30 серпня 2024 року дебютував за резервну команду в матчі Еерстедивізі проти «Ден Босха», замінивши Йорті Мокіо. 27 березня 2025 року продовжив контракт з клубом до літа 2028 року.

## Кар'єра в збірній
Виступав за збірні Нідерландів до 16, до 17, до 18 і до 19 років.
В травні 2025 року потрапив в заявку збірної до 19 років на юнацький чемпіонат Європи в Румунії. На турнірі провів три матчі, а його команда вперше в історії стала переможцем чемпіонату Європи в цій віковій категорі.

## Статистика виступів
Станом на 9 травня 2025 
| Клуб              | Сезон             | Чемпіонат         | Чемпіонат | Чемпіонат | Кубок | Кубок | Єврокубки | Єврокубки | Інші  | Інші | Всього | Всього |
| Клуб              | Сезон             | Дивізіон          | Матчі     | Голи      | Матчі | Голи  | Матчі     | Голи      | Матчі | Голи | Матчі  | Голи   |
| ----------------- | ----------------- | ----------------- | --------- | --------- | ----- | ----- | --------- | --------- | ----- | ---- | ------ | ------ |
| Йонг Аякс         | 2024–25           | Еерстедивізі      | 24        | 0         | —     | —     | —         | —         | —     | —    | 24     | 0      |
| Всього за кар'єру | Всього за кар'єру | Всього за кар'єру | 24        | 0         | 0     | 0     | 0         | 0         | 0     | 0    | 24     | 0      |

## Досягнення
Збірна Нідерландів (до 19)
- Переможець юнацького чемпіонату Європи (до 19 років): 2025[10]